# ニュージャージー州選出のアメリカ合衆国上院議員
以下は、ニュージャージー州選出のアメリカ合衆国上院議員の一覧である。

## 第1部
| 代   | 氏名                                         | 氏名 | 就任                                                      | 退任                                 | 所属政党           | 住居                                      | 備考                         | 議会 | 任期                       |
| ---- | -------------------------------------------- | ---- | --------------------------------------------------------- | ------------------------------------ | ------------------ | ----------------------------------------- | ---------------------------- | ---- | -------------------------- |
| 1    | ジョナサン・エルマー                         |      | 1789年3月4日                                              | 1791年3月3日                         | Pro-Administration | ブリッジトン                              | 連合会議代議員               | 1    | 1                          |
| 2    | ジョン・ラザファード                         |      | 1791年3月4日                                              | 1798年12月5日                        | 連邦党             | アラマキー                                | ニュージャージー州下院議員   | 2    | 2                          |
| 2    | ジョン・ラザファード                         | 3    | 1791年3月4日                                              | 1798年12月5日                        | 連邦党             | アラマキー                                | ニュージャージー州下院議員   |      | 2                          |
| 2    | ジョン・ラザファード                         | 4    | 1791年3月4日                                              | 1798年12月5日                        | 連邦党             | アラマキー                                | ニュージャージー州下院議員   |      | 2                          |
| 2    | ジョン・ラザファード                         | 5    | 1791年3月4日                                              | 1798年12月5日                        | 連邦党             | アラマキー                                | ニュージャージー州下院議員   | 3    |                            |
| 3    | フランクリン・ダヴェンポート                 | 5    |                                                           | 1798年12月5日                        | 1799年3月3日       | 連邦党                                    | ウッドバリー                 | 3    | ニュージャージー州下院議員 |
| 4    | ジェームズ・シューレマン                     |      | 1799年3月4日                                              | 1801年2月16日                        | 連邦党             | ニューブランズウィック                    | 連邦下院議員                 | 3    | 6                          |
| 5    | アーロン・オグデン                           |      | 1801年2月28日                                             | 1803年3月3日                         | 連邦党             | エリザベス                                | 弁護士                       | 3    | 6                          |
| 5    | アーロン・オグデン                           | 7    | 1801年2月28日                                             | 1803年3月3日                         | 連邦党             | エリザベス                                | 弁護士                       | 3    |                            |
| 空席 | 空席                                         | 空席 | 1803年3月3日                                              | 1803年9月1日                         |                    |                                           |                              | 8    | 4                          |
| 6    | ジョン・コンディット                         |      | 1803年9月1日                                              | 1809年3月3日                         | 民主共和党         | オレンジ                                  | 連邦下院議員                 | 8    | 4                          |
| 6    | ジョン・コンディット                         | 9    | 1803年9月1日                                              | 1809年3月3日                         | 民主共和党         | オレンジ                                  | 連邦下院議員                 |      | 4                          |
| 6    | ジョン・コンディット                         | 10   | 1803年9月1日                                              | 1809年3月3日                         | 民主共和党         | オレンジ                                  | 連邦下院議員                 |      | 4                          |
| 7    | ジョン・ランバート                           |      | 1809年3月4日                                              | 1815年3月3日                         | 民主共和党         | ランバートビル                            | 連邦下院議員                 | 11   | 5                          |
| 7    | ジョン・ランバート                           | 12   | 1809年3月4日                                              | 1815年3月3日                         | 民主共和党         | ランバートビル                            | 連邦下院議員                 |      | 5                          |
| 7    | ジョン・ランバート                           | 13   | 1809年3月4日                                              | 1815年3月3日                         | 民主共和党         | ランバートビル                            | 連邦下院議員                 |      | 5                          |
| 8    | ジェームズ・J・ウィルソン                    |      | 1815年3月4日                                              | 1821年1月8日                         | 民主共和党         | ニューアーク                              | 新聞発行人                   | 14   | 6                          |
| 8    | ジェームズ・J・ウィルソン                    | 15   | 1815年3月4日                                              | 1821年1月8日                         | 民主共和党         | ニューアーク                              | 新聞発行人                   |      | 6                          |
| 8    | ジェームズ・J・ウィルソン                    | 16   | 1815年3月4日                                              | 1821年1月8日                         | 民主共和党         | ニューアーク                              | 新聞発行人                   |      | 6                          |
| 9    | サミュエル・サウサード                       |      | 1821年1月26日                                             | 1823年3月3日                         | 民主共和党         | トレントン                                | ニュージャージー州最高裁判事 |      | 6                          |
| 9    | サミュエル・サウサード                       | 17   | 1821年1月26日                                             | 1823年3月3日                         | 民主共和党         | トレントン                                | ニュージャージー州最高裁判事 | 7    |                            |
| 空席 | 空席                                         | 空席 | 1823年3月4日                                              | 1823年11月12日                       |                    |                                           |                              | 7    | 18                         |
| 10   | ジョセフ・マッキルヴェイン                   |      | 1823年11月12日                                            | 1826年8月19日                        | 国民共和党         | バーリントン                              | ニュージャージー州地方検事   | 7    | 18                         |
| 10   | ジョセフ・マッキルヴェイン                   | 19   | 1823年11月12日                                            | 1826年8月19日                        | 国民共和党         | バーリントン                              | ニュージャージー州地方検事   | 7    |                            |
| 11   | イーフレイム・ベイトマン                     |      | 1826年11月10日                                            | 1829年1月12日                        | 国民共和党         | セダービル                                | 連邦下院議員                 | 7    |                            |
| 11   | イーフレイム・ベイトマン                     | 20   | 1826年11月10日                                            | 1829年1月12日                        | 国民共和党         | セダービル                                | 連邦下院議員                 | 8    |                            |
| 12   | マーロン・ディカーソン                       | 20   |                                                           | 1829年1月30日                        | 1833年3月3日       | ジャクソニアン党                          | サッカスンナ                 | 8    | 連邦上院議員               |
| 12   | マーロン・ディカーソン                       | 21   |                                                           | 1829年1月30日                        | 1833年3月3日       | ジャクソニアン党                          | サッカスンナ                 | 8    | 連邦上院議員               |
| 12   | マーロン・ディカーソン                       | 22   |                                                           | 1829年1月30日                        | 1833年3月3日       | ジャクソニアン党                          | サッカスンナ                 | 8    | 連邦上院議員               |
| 13   | サミュエル・サウサード                       |      | 1833年3月4日                                              | 1842年6月26日                        | ホイッグ党         | トレントン                                | ニュージャージー州知事       | 23   | 9                          |
| 13   | サミュエル・サウサード                       | 24   | 1833年3月4日                                              | 1842年6月26日                        | ホイッグ党         | トレントン                                | ニュージャージー州知事       |      | 9                          |
| 13   | サミュエル・サウサード                       | 25   | 1833年3月4日                                              | 1842年6月26日                        | ホイッグ党         | トレントン                                | ニュージャージー州知事       |      | 9                          |
| 13   | サミュエル・サウサード                       | 26   | 1833年3月4日                                              | 1842年6月26日                        | ホイッグ党         | トレントン                                | ニュージャージー州知事       | 10   |                            |
| 13   | サミュエル・サウサード                       | 27   | 1833年3月4日                                              | 1842年6月26日                        | ホイッグ党         | トレントン                                | ニュージャージー州知事       | 10   |                            |
| 14   | ウィリアム・L・デイトン                      |      | 1842年7月2日                                              | 1851年3月3日                         | ホイッグ党         | トレントン                                | ニュージャージー州最高裁判事 | 10   |                            |
| 14   | ウィリアム・L・デイトン                      | 28   | 1842年7月2日                                              | 1851年3月3日                         | ホイッグ党         | トレントン                                | ニュージャージー州最高裁判事 | 10   |                            |
| 14   | ウィリアム・L・デイトン                      | 29   | 1842年7月2日                                              | 1851年3月3日                         | ホイッグ党         | トレントン                                | ニュージャージー州最高裁判事 | 11   |                            |
| 14   | ウィリアム・L・デイトン                      | 30   | 1842年7月2日                                              | 1851年3月3日                         | ホイッグ党         | トレントン                                | ニュージャージー州最高裁判事 | 11   |                            |
| 14   | ウィリアム・L・デイトン                      | 31   | 1842年7月2日                                              | 1851年3月3日                         | ホイッグ党         | トレントン                                | ニュージャージー州最高裁判事 | 11   |                            |
| 15   | ロバート・ストックトン                       |      | 1851年3月4日                                              | 1853年1月10日                        | 民主党             | プリンストン                              | 海軍代将                     | 32   | 12                         |
| 16   | ジョン・レンショー・トムソン                 |      | 1853年3月4日                                              | 1862年9月12日                        | 民主党             | プリンストン                              | 鉄道会社役員                 | 33   | 12                         |
| 16   | ジョン・レンショー・トムソン                 | 34   | 1853年3月4日                                              | 1862年9月12日                        | 民主党             | プリンストン                              | 鉄道会社役員                 |      | 12                         |
| 16   | ジョン・レンショー・トムソン                 | 35   | 1853年3月4日                                              | 1862年9月12日                        | 民主党             | プリンストン                              | 鉄道会社役員                 | 13   |                            |
| 16   | ジョン・レンショー・トムソン                 | 36   | 1853年3月4日                                              | 1862年9月12日                        | 民主党             | プリンストン                              | 鉄道会社役員                 | 13   |                            |
| 16   | ジョン・レンショー・トムソン                 | 37   | 1853年3月4日                                              | 1862年9月12日                        | 民主党             | プリンストン                              | 鉄道会社役員                 | 13   |                            |
| 17   | リチャード・ストックトン・フィールド         |      | 1862年11月21日                                            | 1863年1月14日                        | 共和党             | プリンストン                              | ニュージャージー州司法長官   | 13   |                            |
| 18   | ジェームズ・ウォルター・ウォール             |      | 1863年1月14日                                             | 1863年3月3日                         | 民主党             | バーリントン                              | バーリントン市長             | 13   |                            |
| 19   | ウィリアム・ライト                           |      | 1863年3月4日                                              | 1866年11月1日                        | 民主党             | ニューアーク                              | 連邦上院議員                 | 38   | 14                         |
| 19   | ウィリアム・ライト                           | 39   | 1863年3月4日                                              | 1866年11月1日                        | 民主党             | ニューアーク                              | 連邦上院議員                 |      | 14                         |
| 20   | フレデリック・セオドア・フリーリングハイゼン |      | 1866年11月12日                                            | 1869年3月3日                         | 共和党             | ニューアーク                              | ニュージャージー州司法長官   |      | 14                         |
| 20   | フレデリック・セオドア・フリーリングハイゼン | 40   | 1866年11月12日                                            | 1869年3月3日                         | 共和党             | ニューアーク                              | ニュージャージー州司法長官   |      | 14                         |
| 21   | ジョン・P・ストックトン                      |      | 1869年3月4日                                              | 1875年3月3日                         | 民主党             | トレントン                                | 連邦上院議員                 | 41   | 15                         |
| 21   | ジョン・P・ストックトン                      | 42   | 1869年3月4日                                              | 1875年3月3日                         | 民主党             | トレントン                                | 連邦上院議員                 |      | 15                         |
| 21   | ジョン・P・ストックトン                      | 43   | 1869年3月4日                                              | 1875年3月3日                         | 民主党             | トレントン                                | 連邦上院議員                 |      | 15                         |
| 22   | セオドア・フィッツ・ランドルフ               |      | 1875年3月4日                                              | 1881年3月3日                         | 民主党             | モリスタウン                              | ニュージャージー州知事       | 44   | 16                         |
| 22   | セオドア・フィッツ・ランドルフ               | 45   | 1875年3月4日                                              | 1881年3月3日                         | 民主党             | モリスタウン                              | ニュージャージー州知事       |      | 16                         |
| 22   | セオドア・フィッツ・ランドルフ               | 46   | 1875年3月4日                                              | 1881年3月3日                         | 民主党             | モリスタウン                              | ニュージャージー州知事       |      | 16                         |
| 23   | ウィリアム・ジョイス・シーウェル             |      | 1881年3月4日                                              | 1887年3月3日                         | 共和党             | カムデン                                  | ニュージャージー州上院議長   | 47   | 17                         |
| 23   | ウィリアム・ジョイス・シーウェル             | 48   | 1881年3月4日                                              | 1887年3月3日                         | 共和党             | カムデン                                  | ニュージャージー州上院議長   |      | 17                         |
| 23   | ウィリアム・ジョイス・シーウェル             | 49   | 1881年3月4日                                              | 1887年3月3日                         | 共和党             | カムデン                                  | ニュージャージー州上院議長   |      | 17                         |
| 24   | ルーファス・ブロジェット                     |      | 1887年3月4日                                              | 1893年3月3日                         | 民主党             | ロングブランチ                            | 鉄道会社役員                 | 50   | 18                         |
| 24   | ルーファス・ブロジェット                     | 51   | 1887年3月4日                                              | 1893年3月3日                         | 民主党             | ロングブランチ                            | 鉄道会社役員                 |      | 18                         |
| 24   | ルーファス・ブロジェット                     | 52   | 1887年3月4日                                              | 1893年3月3日                         | 民主党             | ロングブランチ                            | 鉄道会社役員                 |      | 18                         |
| 25   | ジェームズ・スミス・ジュニア                 |      | 1893年3月4日                                              | 1899年3月3日                         | 民主党             | ニューアーク                              | ニューアーク市議会議員       | 53   | 19                         |
| 25   | ジェームズ・スミス・ジュニア                 | 54   | 1893年3月4日                                              | 1899年3月3日                         | 民主党             | ニューアーク                              | ニューアーク市議会議員       |      | 19                         |
| 25   | ジェームズ・スミス・ジュニア                 | 55   | 1893年3月4日                                              | 1899年3月3日                         | 民主党             | ニューアーク                              | ニューアーク市議会議員       |      | 19                         |
| 26   | ジョン・キーン                               |      | 1899年3月4日                                              | 1911年3月3日                         | 共和党             | エリザベス                                | 連邦下院議員                 | 56   | 20                         |
| 26   | ジョン・キーン                               | 57   | 1899年3月4日                                              | 1911年3月3日                         | 共和党             | エリザベス                                | 連邦下院議員                 |      | 20                         |
| 26   | ジョン・キーン                               | 58   | 1899年3月4日                                              | 1911年3月3日                         | 共和党             | エリザベス                                | 連邦下院議員                 |      | 20                         |
| 26   | ジョン・キーン                               | 59   | 1899年3月4日                                              | 1911年3月3日                         | 共和党             | エリザベス                                | 連邦下院議員                 | 21   |                            |
| 26   | ジョン・キーン                               | 60   | 1899年3月4日                                              | 1911年3月3日                         | 共和党             | エリザベス                                | 連邦下院議員                 | 21   |                            |
| 26   | ジョン・キーン                               | 61   | 1899年3月4日                                              | 1911年3月3日                         | 共和党             | エリザベス                                | 連邦下院議員                 | 21   |                            |
| 27   | ジェームズ・エドガー・マーティン             |      | 1911年3月4日                                              | 1917年3月3日                         | 民主党             | プレインフィールド                        | 実業家                       | 62   | 22                         |
| 27   | ジェームズ・エドガー・マーティン             | 63   | 1911年3月4日                                              | 1917年3月3日                         | 民主党             | プレインフィールド                        | 実業家                       |      | 22                         |
| 27   | ジェームズ・エドガー・マーティン             | 64   | 1911年3月4日                                              | 1917年3月3日                         | 民主党             | プレインフィールド                        | 実業家                       |      | 22                         |
| 28   | ジョセフ・シャーマン・フリーリングハイゼン   |      | 1917年3月4日                                              | 1923年3月3日                         | 共和党             | ラーリタン                                | ニュージャージー州上院議員   | 65   | 23                         |
| 28   | ジョセフ・シャーマン・フリーリングハイゼン   | 66   | 1917年3月4日                                              | 1923年3月3日                         | 共和党             | ラーリタン                                | ニュージャージー州上院議員   |      | 23                         |
| 28   | ジョセフ・シャーマン・フリーリングハイゼン   | 67   | 1917年3月4日                                              | 1923年3月3日                         | 共和党             | ラーリタン                                | ニュージャージー州上院議員   |      | 23                         |
| 29   | エドワード・I・エドワーズ                    |      | 1923年3月4日                                              | 1929年3月3日                         | 民主党             | ジャージーシティ                          | ニュージャージー州知事       | 68   | 24                         |
| 29   | エドワード・I・エドワーズ                    | 69   | 1923年3月4日                                              | 1929年3月3日                         | 民主党             | ジャージーシティ                          | ニュージャージー州知事       |      | 24                         |
| 29   | エドワード・I・エドワーズ                    | 70   | 1923年3月4日                                              | 1929年3月3日                         | 民主党             | ジャージーシティ                          | ニュージャージー州知事       |      | 24                         |
| 30   | ハミルトン・フィッシュ・キーン               |      | 1929年3月4日                                              | 1935年1月3日                         | 共和党             | エリザベス                                | 実業家                       | 71   | 25                         |
| 30   | ハミルトン・フィッシュ・キーン               | 72   | 1929年3月4日                                              | 1935年1月3日                         | 共和党             | エリザベス                                | 実業家                       |      | 25                         |
| 30   | ハミルトン・フィッシュ・キーン               | 73   | 1929年3月4日                                              | 1935年1月3日                         | 共和党             | エリザベス                                | 実業家                       |      | 25                         |
| 31   | A・ヘンリー・ムーア                          |      | 1935年1月3日                                              | 1938年1月17日                        | 民主党             | ジャージーシティ                          | ニュージャージー州知事       | 74   | 26                         |
| 31   | A・ヘンリー・ムーア                          | 75   | 1935年1月3日                                              | 1938年1月17日                        | 民主党             | ジャージーシティ                          | ニュージャージー州知事       |      | 26                         |
| 32   | ジョン・ジェラルド・ミルトン                 |      | 1938年1月18日                                             | 1938年11月8日                        | 民主党             | ジャージーシティ                          | 弁護士                       |      | 26                         |
| 33   | ウィリアム・ウォーレン・バーバー             |      | 1938年11月8日                                             | 1943年11月22日 （死去）              | 共和党             | ローカスト                                | 連邦上院議員                 |      | 26                         |
| 33   | ウィリアム・ウォーレン・バーバー             | 76   | 1938年11月8日                                             | 1943年11月22日 （死去）              | 共和党             | ローカスト                                | 連邦上院議員                 |      | 26                         |
| 33   | ウィリアム・ウォーレン・バーバー             | 77   | 1938年11月8日                                             | 1943年11月22日 （死去）              | 共和党             | ローカスト                                | 連邦上院議員                 | 27   |                            |
| 33   | ウィリアム・ウォーレン・バーバー             | 78   | 1938年11月8日                                             | 1943年11月22日 （死去）              | 共和党             | ローカスト                                | 連邦上院議員                 | 27   |                            |
| 34   | アーサー・ウォルシュ                         |      | 1943年11月26日 （指名）                                   | 1944年12月7日 （引退）               | 民主党             | サウスオレンジ                            | ニューヨーク港湾局局長       | 27   |                            |
| 35   | ハワード・アレクサンダー・スミス             |      | 1944年12月7日 （選出） （再選）                           | 1959年1月3日 （引退）                | 共和党             | プリンストン                              | 弁護士                       | 27   |                            |
| 35   | ハワード・アレクサンダー・スミス             | 79   | 1944年12月7日 （選出） （再選）                           | 1959年1月3日 （引退）                | 共和党             | プリンストン                              | 弁護士                       | 27   |                            |
| 35   | ハワード・アレクサンダー・スミス             | 80   | 1944年12月7日 （選出） （再選）                           | 1959年1月3日 （引退）                | 共和党             | プリンストン                              | 弁護士                       | 28   |                            |
| 35   | ハワード・アレクサンダー・スミス             | 81   | 1944年12月7日 （選出） （再選）                           | 1959年1月3日 （引退）                | 共和党             | プリンストン                              | 弁護士                       | 28   |                            |
| 35   | ハワード・アレクサンダー・スミス             | 82   | 1944年12月7日 （選出） （再選）                           | 1959年1月3日 （引退）                | 共和党             | プリンストン                              | 弁護士                       | 28   |                            |
| 35   | ハワード・アレクサンダー・スミス             | 83   | 1944年12月7日 （選出） （再選）                           | 1959年1月3日 （引退）                | 共和党             | プリンストン                              | 弁護士                       | 29   |                            |
| 35   | ハワード・アレクサンダー・スミス             | 84   | 1944年12月7日 （選出） （再選）                           | 1959年1月3日 （引退）                | 共和党             | プリンストン                              | 弁護士                       | 29   |                            |
| 35   | ハワード・アレクサンダー・スミス             | 85   | 1944年12月7日 （選出） （再選）                           | 1959年1月3日 （引退）                | 共和党             | プリンストン                              | 弁護士                       | 29   |                            |
| 36   | ハリソン・A・ウィリアムズ                    |      | 1959年1月3日 （選出） （再選）                            | 1982年3月11日 （辞任）               | 民主党             | ウェストフィールド/ベッドミンスター       | 連邦下院議員                 | 86   | 30                         |
| 36   | ハリソン・A・ウィリアムズ                    | 87   | 1959年1月3日 （選出） （再選）                            | 1982年3月11日 （辞任）               | 民主党             | ウェストフィールド/ベッドミンスター       | 連邦下院議員                 |      | 30                         |
| 36   | ハリソン・A・ウィリアムズ                    | 88   | 1959年1月3日 （選出） （再選）                            | 1982年3月11日 （辞任）               | 民主党             | ウェストフィールド/ベッドミンスター       | 連邦下院議員                 |      | 30                         |
| 36   | ハリソン・A・ウィリアムズ                    | 89   | 1959年1月3日 （選出） （再選）                            | 1982年3月11日 （辞任）               | 民主党             | ウェストフィールド/ベッドミンスター       | 連邦下院議員                 | 31   |                            |
| 36   | ハリソン・A・ウィリアムズ                    | 90   | 1959年1月3日 （選出） （再選）                            | 1982年3月11日 （辞任）               | 民主党             | ウェストフィールド/ベッドミンスター       | 連邦下院議員                 | 31   |                            |
| 36   | ハリソン・A・ウィリアムズ                    | 91   | 1959年1月3日 （選出） （再選）                            | 1982年3月11日 （辞任）               | 民主党             | ウェストフィールド/ベッドミンスター       | 連邦下院議員                 | 31   |                            |
| 36   | ハリソン・A・ウィリアムズ                    | 92   | 1959年1月3日 （選出） （再選）                            | 1982年3月11日 （辞任）               | 民主党             | ウェストフィールド/ベッドミンスター       | 連邦下院議員                 | 32   |                            |
| 36   | ハリソン・A・ウィリアムズ                    | 93   | 1959年1月3日 （選出） （再選）                            | 1982年3月11日 （辞任）               | 民主党             | ウェストフィールド/ベッドミンスター       | 連邦下院議員                 | 32   |                            |
| 36   | ハリソン・A・ウィリアムズ                    | 94   | 1959年1月3日 （選出） （再選）                            | 1982年3月11日 （辞任）               | 民主党             | ウェストフィールド/ベッドミンスター       | 連邦下院議員                 | 32   |                            |
| 36   | ハリソン・A・ウィリアムズ                    | 95   | 1959年1月3日 （選出） （再選）                            | 1982年3月11日 （辞任）               | 民主党             | ウェストフィールド/ベッドミンスター       | 連邦下院議員                 | 33   |                            |
| 36   | ハリソン・A・ウィリアムズ                    | 96   | 1959年1月3日 （選出） （再選）                            | 1982年3月11日 （辞任）               | 民主党             | ウェストフィールド/ベッドミンスター       | 連邦下院議員                 | 33   |                            |
| 36   | ハリソン・A・ウィリアムズ                    | 97   | 1959年1月3日 （選出） （再選）                            | 1982年3月11日 （辞任）               | 民主党             | ウェストフィールド/ベッドミンスター       | 連邦下院議員                 | 33   |                            |
| 37   | ニコラス・ブレイディ                         |      | 1982年4月12日 （指名）                                    | 1982年12月20日 （辞任）              | 共和党             | ファーヒルズ                              | 銀行家                       | 33   |                            |
| 38   | フランク・ローテンバーグ                     |      | 1982年12月27日 （指名） （1988年に再選） （1994年に再選） | 2001年1月3日 （引退）                | 民主党             | モンクレア/セコーカス/ クリフサイドパーク | 弁護士                       | 33   |                            |
| 38   | フランク・ローテンバーグ                     | 98   | 1982年12月27日 （指名） （1988年に再選） （1994年に再選） | 2001年1月3日 （引退）                | 民主党             | モンクレア/セコーカス/ クリフサイドパーク | 弁護士                       | 34   |                            |
| 38   | フランク・ローテンバーグ                     | 99   | 1982年12月27日 （指名） （1988年に再選） （1994年に再選） | 2001年1月3日 （引退）                | 民主党             | モンクレア/セコーカス/ クリフサイドパーク | 弁護士                       | 34   |                            |
| 38   | フランク・ローテンバーグ                     | 100  | 1982年12月27日 （指名） （1988年に再選） （1994年に再選） | 2001年1月3日 （引退）                | 民主党             | モンクレア/セコーカス/ クリフサイドパーク | 弁護士                       | 34   |                            |
| 38   | フランク・ローテンバーグ                     | 101  | 1982年12月27日 （指名） （1988年に再選） （1994年に再選） | 2001年1月3日 （引退）                | 民主党             | モンクレア/セコーカス/ クリフサイドパーク | 弁護士                       | 35   |                            |
| 38   | フランク・ローテンバーグ                     | 102  | 1982年12月27日 （指名） （1988年に再選） （1994年に再選） | 2001年1月3日 （引退）                | 民主党             | モンクレア/セコーカス/ クリフサイドパーク | 弁護士                       | 35   |                            |
| 38   | フランク・ローテンバーグ                     | 103  | 1982年12月27日 （指名） （1988年に再選） （1994年に再選） | 2001年1月3日 （引退）                | 民主党             | モンクレア/セコーカス/ クリフサイドパーク | 弁護士                       | 35   |                            |
| 38   | フランク・ローテンバーグ                     | 104  | 1982年12月27日 （指名） （1988年に再選） （1994年に再選） | 2001年1月3日 （引退）                | 民主党             | モンクレア/セコーカス/ クリフサイドパーク | 弁護士                       | 36   |                            |
| 38   | フランク・ローテンバーグ                     | 105  | 1982年12月27日 （指名） （1988年に再選） （1994年に再選） | 2001年1月3日 （引退）                | 民主党             | モンクレア/セコーカス/ クリフサイドパーク | 弁護士                       | 36   |                            |
| 38   | フランク・ローテンバーグ                     | 106  | 1982年12月27日 （指名） （1988年に再選） （1994年に再選） | 2001年1月3日 （引退）                | 民主党             | モンクレア/セコーカス/ クリフサイドパーク | 弁護士                       | 36   |                            |
| 39   | ジョン・コーザイン                           |      | 2001年1月3日 （選出）                                     | 2006年1月17日 （知事就任のため辞職） | 民主党             | サミット/ホーボーケン                     | 銀行家                       | 107  | 37                         |
| 39   | ジョン・コーザイン                           | 108  | 2001年1月3日 （選出）                                     | 2006年1月17日 （知事就任のため辞職） | 民主党             | サミット/ホーボーケン                     | 銀行家                       |      | 37                         |
| 39   | ジョン・コーザイン                           | 109  | 2001年1月3日 （選出）                                     | 2006年1月17日 （知事就任のため辞職） | 民主党             | サミット/ホーボーケン                     | 銀行家                       |      | 37                         |
| 40   | ロバート・メネンデス                         |      | 2006年1月18日 （指名） （2006年に選出）                   | 現職                                 | 民主党             | ホーボーケン                              | 連邦下院議員                 |      | 37                         |
| 40   | ロバート・メネンデス                         | 110  | 2006年1月18日 （指名） （2006年に選出）                   | 現職                                 | 民主党             | ホーボーケン                              | 連邦下院議員                 | 38   |                            |
| 40   | ロバート・メネンデス                         | 111  | 2006年1月18日 （指名） （2006年に選出）                   | 現職                                 | 民主党             | ホーボーケン                              | 連邦下院議員                 | 38   |                            |

## 第2部
| 代   | 氏名                                         | 氏名 | 就任                                  | 退任                               | 所属政党           | 住居                   | 備考                       | 議会 | 任期   |
| ---- | -------------------------------------------- | ---- | ------------------------------------- | ---------------------------------- | ------------------ | ---------------------- | -------------------------- | ---- | ------ |
| 1    | ウィリアム・パターソン                       |      | 1789年3月4日                          | 1790年11月13日                     | Pro-Administration | ニューブランズウィック | 憲法制定会議代議員         | 1    | 1      |
| 2    | フィルモン・ディッキンソン                   |      | 1790年11月23日                        | 1793年3月3日                       | Pro-Administration | トレントン             | 大陸会議代議員             | 1    | 1      |
| 2    | フィルモン・ディッキンソン                   | 2    | 1790年11月23日                        | 1793年3月3日                       | Pro-Administration | トレントン             | 大陸会議代議員             |      | 1      |
| 3    | フレデリック・フリーリングハイゼン           |      | 1793年3月4日                          | 1796年11月12日                     | 連邦党             | サマセット郡           | 軍人、政治家               | 3    | 2      |
| 3    | フレデリック・フリーリングハイゼン           | 4    | 1793年3月4日                          | 1796年11月12日                     | 連邦党             | サマセット郡           | 軍人、政治家               |      | 2      |
| 4    | リチャード・ストックトン                     |      | 1796年11月12日                        | 1799年3月3日                       | 連邦党             | プリンストン           | 弁護士                     |      | 2      |
| 4    | リチャード・ストックトン                     | 5    | 1796年11月12日                        | 1799年3月3日                       | 連邦党             | プリンストン           | 弁護士                     |      | 2      |
| 5    | ジョナサン・デイトン                         |      | 1799年3月4日                          | 1805年3月3日                       | 連邦党             | エリザベス             | 連邦下院議長               | 6    | 3      |
| 5    | ジョナサン・デイトン                         | 7    | 1799年3月4日                          | 1805年3月3日                       | 連邦党             | エリザベス             | 連邦下院議長               |      | 3      |
| 5    | ジョナサン・デイトン                         | 8    | 1799年3月4日                          | 1805年3月3日                       | 連邦党             | エリザベス             | 連邦下院議長               |      | 3      |
| 6    | アーロン・キッチェル                         |      | 1805年3月4日                          | 1809年3月12日                      | 民主共和党         | ハノーバー             | 連邦下院議員               | 9    | 4      |
| 6    | アーロン・キッチェル                         | 10   | 1805年3月4日                          | 1809年3月12日                      | 民主共和党         | ハノーバー             | 連邦下院議員               |      | 4      |
| 6    | アーロン・キッチェル                         | 11   | 1805年3月4日                          | 1809年3月12日                      | 民主共和党         | ハノーバー             | 連邦下院議員               |      | 4      |
| 7    | ジョン・コンディット                         |      | 1809年3月21日                         | 1817年3月3日                       | 民主共和党         | オレンジ               | 連邦上院議員               |      | 4      |
| 7    | ジョン・コンディット                         | 12   | 1809年3月21日                         | 1817年3月3日                       | 民主共和党         | オレンジ               | 連邦上院議員               | 5    |        |
| 7    | ジョン・コンディット                         | 13   | 1809年3月21日                         | 1817年3月3日                       | 民主共和党         | オレンジ               | 連邦上院議員               | 5    |        |
| 7    | ジョン・コンディット                         | 14   | 1809年3月21日                         | 1817年3月3日                       | 民主共和党         | オレンジ               | 連邦上院議員               | 5    |        |
| 8    | マーロン・ディカーソン                       |      | 1817年3月4日                          | 1829年1月30日 （辞任）             | 民主共和党         | サッカスンナ           | ニュージャージー州知事     | 15   | 6      |
| 8    | マーロン・ディカーソン                       | 16   | 1817年3月4日                          | 1829年1月30日 （辞任）             | 民主共和党         | サッカスンナ           | ニュージャージー州知事     |      | 6      |
| 8    | マーロン・ディカーソン                       | 17   | 1817年3月4日                          | 1829年1月30日 （辞任）             | 民主共和党         | サッカスンナ           | ニュージャージー州知事     |      | 6      |
| 8    | マーロン・ディカーソン                       | 18   | 1817年3月4日                          | 1829年1月30日 （辞任）             | 民主共和党         | サッカスンナ           | ニュージャージー州知事     | 7    |        |
| 8    | マーロン・ディカーソン                       | 19   | 1817年3月4日                          | 1829年1月30日 （辞任）             | 民主共和党         | サッカスンナ           | ニュージャージー州知事     | 7    |        |
| 8    | マーロン・ディカーソン                       | 20   | 1817年3月4日                          | 1829年1月30日 （辞任）             | 民主共和党         | サッカスンナ           | ニュージャージー州知事     | 7    |        |
| 空席 | 空席                                         | 空席 | 1828年1月31日                         | 1828年3月3日                       |                    |                        |                            | 7    |        |
| 9    | セオドア・フリーリングハイゼン               |      | 1829年3月4日                          | 1835年3月3日                       | 国民共和党         | ニューアーク           | ニュージャージー州司法長官 | 21   | 8      |
| 9    | セオドア・フリーリングハイゼン               | 22   | 1829年3月4日                          | 1835年3月3日                       | 国民共和党         | ニューアーク           | ニュージャージー州司法長官 |      | 8      |
| 9    | セオドア・フリーリングハイゼン               | 23   | 1829年3月4日                          | 1835年3月3日                       | 国民共和党         | ニューアーク           | ニュージャージー州司法長官 |      | 8      |
| 10   | ガレット・D・ウォール                        |      | 1835年3月4日                          | 1841年3月3日                       | 民主党             | バーリントン           | ニュージャージー州地方検事 | 24   | 9      |
| 10   | ガレット・D・ウォール                        | 25   | 1835年3月4日                          | 1841年3月3日                       | 民主党             | バーリントン           | ニュージャージー州地方検事 |      | 9      |
| 10   | ガレット・D・ウォール                        | 26   | 1835年3月4日                          | 1841年3月3日                       | 民主党             | バーリントン           | ニュージャージー州地方検事 |      | 9      |
| 11   | ジェイコブ・W・ミラー                        |      | 1841年3月4日                          | 1853年3月3日                       | ホイッグ党         | モリスタウン           | 弁護士                     | 27   | 10     |
| 11   | ジェイコブ・W・ミラー                        | 28   | 1841年3月4日                          | 1853年3月3日                       | ホイッグ党         | モリスタウン           | 弁護士                     |      | 10     |
| 11   | ジェイコブ・W・ミラー                        | 29   | 1841年3月4日                          | 1853年3月3日                       | ホイッグ党         | モリスタウン           | 弁護士                     |      | 10     |
| 11   | ジェイコブ・W・ミラー                        | 30   | 1841年3月4日                          | 1853年3月3日                       | ホイッグ党         | モリスタウン           | 弁護士                     | 11   |        |
| 11   | ジェイコブ・W・ミラー                        | 31   | 1841年3月4日                          | 1853年3月3日                       | ホイッグ党         | モリスタウン           | 弁護士                     | 11   |        |
| 11   | ジェイコブ・W・ミラー                        | 32   | 1841年3月4日                          | 1853年3月3日                       | ホイッグ党         | モリスタウン           | 弁護士                     | 11   |        |
| 12   | ウィリアム・ライト                           |      | 1853年3月4日                          | 1859年3月3日                       | 民主党             | ニューアーク           | 連邦下院議員               | 33   | 12     |
| 12   | ウィリアム・ライト                           | 34   | 1853年3月4日                          | 1859年3月3日                       | 民主党             | ニューアーク           | 連邦下院議員               |      | 12     |
| 12   | ウィリアム・ライト                           | 35   | 1853年3月4日                          | 1859年3月3日                       | 民主党             | ニューアーク           | 連邦下院議員               |      | 12     |
| 13   | ジョン・C・テン・アイク                      |      | 1859年3月4日                          | 1865年3月3日                       | 共和党             | マウントホリー         | 弁護士                     | 36   | 13     |
| 13   | ジョン・C・テン・アイク                      | 37   | 1859年3月4日                          | 1865年3月3日                       | 共和党             | マウントホリー         | 弁護士                     |      | 13     |
| 13   | ジョン・C・テン・アイク                      | 38   | 1859年3月4日                          | 1865年3月3日                       | 共和党             | マウントホリー         | 弁護士                     |      | 13     |
| 14   | ジョン・P・ストックトン                      |      | 1865年3月15日                         | 1866年3月27日 （選出は議論された） | 民主党             | トレントン             | 教皇庁大使                 | 39   | 14     |
| 空席 | 空席                                         | 空席 | 1866年3月27日 （空席が宣言された）    | 1866年9月19日                      |                    |                        |                            | 39   | 14     |
| 15   | アレクサンダー・G・カッテル                  |      | 1866年9月19日 （選出は議論された）    | 1871年3月3日                       | 共和党             | カムデン               | 実業家                     | 39   | 14     |
| 15   | アレクサンダー・G・カッテル                  | 40   | 1866年9月19日 （選出は議論された）    | 1871年3月3日                       | 共和党             | カムデン               | 実業家                     |      | 14     |
| 15   | アレクサンダー・G・カッテル                  | 41   | 1866年9月19日 （選出は議論された）    | 1871年3月3日                       | 共和党             | カムデン               | 実業家                     |      | 14     |
| 16   | フレデリック・セオドア・フリーリングハイゼン |      | 1871年3月4日                          | 1877年3月3日                       | 共和党             | ニューアーク           | 連邦上院議員               | 42   | 15     |
| 16   | フレデリック・セオドア・フリーリングハイゼン | 43   | 1871年3月4日                          | 1877年3月3日                       | 共和党             | ニューアーク           | 連邦上院議員               |      | 15     |
| 16   | フレデリック・セオドア・フリーリングハイゼン | 44   | 1871年3月4日                          | 1877年3月3日                       | 共和党             | ニューアーク           | 連邦上院議員               |      | 15     |
| 17   | ジョン・R・マクファーソン                    |      | 1877年3月4日                          | 1895年3月3日                       | 民主党             | ジャージーシティ       | ニュージャージー州上院議員 | 45   | 16     |
| 17   | ジョン・R・マクファーソン                    | 46   | 1877年3月4日                          | 1895年3月3日                       | 民主党             | ジャージーシティ       | ニュージャージー州上院議員 |      | 16     |
| 17   | ジョン・R・マクファーソン                    | 47   | 1877年3月4日                          | 1895年3月3日                       | 民主党             | ジャージーシティ       | ニュージャージー州上院議員 |      | 16     |
| 17   | ジョン・R・マクファーソン                    | 48   | 1877年3月4日                          | 1895年3月3日                       | 民主党             | ジャージーシティ       | ニュージャージー州上院議員 | 17   |        |
| 17   | ジョン・R・マクファーソン                    | 49   | 1877年3月4日                          | 1895年3月3日                       | 民主党             | ジャージーシティ       | ニュージャージー州上院議員 | 17   |        |
| 17   | ジョン・R・マクファーソン                    | 50   | 1877年3月4日                          | 1895年3月3日                       | 民主党             | ジャージーシティ       | ニュージャージー州上院議員 | 17   |        |
| 17   | ジョン・R・マクファーソン                    | 51   | 1877年3月4日                          | 1895年3月3日                       | 民主党             | ジャージーシティ       | ニュージャージー州上院議員 | 18   |        |
| 17   | ジョン・R・マクファーソン                    | 52   | 1877年3月4日                          | 1895年3月3日                       | 民主党             | ジャージーシティ       | ニュージャージー州上院議員 | 18   |        |
| 17   | ジョン・R・マクファーソン                    | 53   | 1877年3月4日                          | 1895年3月3日                       | 民主党             | ジャージーシティ       | ニュージャージー州上院議員 | 18   |        |
| 18   | ウィリアム・ジョイス・シーウェル             |      | 1895年3月4日                          | 1901年12月27日                     | 共和党             | カムデン               | 連邦上院議員               | 54   | 19     |
| 18   | ウィリアム・ジョイス・シーウェル             | 55   | 1895年3月4日                          | 1901年12月27日                     | 共和党             | カムデン               | 連邦上院議員               |      | 19     |
| 18   | ウィリアム・ジョイス・シーウェル             | 56   | 1895年3月4日                          | 1901年12月27日                     | 共和党             | カムデン               | 連邦上院議員               |      | 19     |
| 18   | ウィリアム・ジョイス・シーウェル             | 57   | 1895年3月4日                          | 1901年12月27日                     | 共和党             | カムデン               | 連邦上院議員               | 20   |        |
| 19   | ジョン・F・ドライデン                        | 57   |                                       | 1902年1月29日                      | 1907年3月3日       | 共和党                 | ニューアーク               | 20   | 銀行家 |
| 19   | ジョン・F・ドライデン                        | 58   |                                       | 1902年1月29日                      | 1907年3月3日       | 共和党                 | ニューアーク               | 20   | 銀行家 |
| 19   | ジョン・F・ドライデン                        | 59   |                                       | 1902年1月29日                      | 1907年3月3日       | 共和党                 | ニューアーク               | 20   | 銀行家 |
| 20   | フランク・O・ブリッグス                      |      | 1907年3月4日                          | 1913年3月3日                       | 共和党             | トレントン             | ニュージャージー州財務官   | 60   | 21     |
| 20   | フランク・O・ブリッグス                      | 61   | 1907年3月4日                          | 1913年3月3日                       | 共和党             | トレントン             | ニュージャージー州財務官   |      | 21     |
| 20   | フランク・O・ブリッグス                      | 62   | 1907年3月4日                          | 1913年3月3日                       | 共和党             | トレントン             | ニュージャージー州財務官   |      | 21     |
| 21   | ウィリアム・ヒューズ                         |      | 1913年3月4日                          | 1918年1月30日                      | 民主党             | パターソン             | 連邦下院議員               | 63   | 22     |
| 21   | ウィリアム・ヒューズ                         | 64   | 1913年3月4日                          | 1918年1月30日                      | 民主党             | パターソン             | 連邦下院議員               |      | 22     |
| 21   | ウィリアム・ヒューズ                         | 65   | 1913年3月4日                          | 1918年1月30日                      | 民主党             | パターソン             | 連邦下院議員               |      | 22     |
| 22   | デヴィッド・ベアード                         |      | 1918年2月23日                         | 1919年3月3日                       | 共和党             | カムデン               | 実業家                     |      | 22     |
| 23   | ウォルター・エヴァンズ・エッジ               |      | 1919年3月4日                          | 1929年11月21日                     | 共和党             | アトランティックシティ | ニュージャージー州知事     | 66   | 23     |
| 23   | ウォルター・エヴァンズ・エッジ               | 67   | 1919年3月4日                          | 1929年11月21日                     | 共和党             | アトランティックシティ | ニュージャージー州知事     |      | 23     |
| 23   | ウォルター・エヴァンズ・エッジ               | 68   | 1919年3月4日                          | 1929年11月21日                     | 共和党             | アトランティックシティ | ニュージャージー州知事     |      | 23     |
| 23   | ウォルター・エヴァンズ・エッジ               | 69   | 1919年3月4日                          | 1929年11月21日                     | 共和党             | アトランティックシティ | ニュージャージー州知事     | 24   |        |
| 23   | ウォルター・エヴァンズ・エッジ               | 70   | 1919年3月4日                          | 1929年11月21日                     | 共和党             | アトランティックシティ | ニュージャージー州知事     | 24   |        |
| 23   | ウォルター・エヴァンズ・エッジ               | 71   | 1919年3月4日                          | 1929年11月21日                     | 共和党             | アトランティックシティ | ニュージャージー州知事     | 24   |        |
| 24   | デヴィッド・ベアード・ジュニア               |      | 1929年11月30日                        | 1930年12月2日                      | 共和党             | カムデン               | 実業家                     | 24   |        |
| 25   | ドワイト・モロー                             |      | 1930年12月3日                         | 1931年10月5日                      | 共和党             | イングルウッド         | メキシコ大使               | 24   |        |
| 25   | ドワイト・モロー                             | 72   | 1930年12月3日                         | 1931年10月5日                      | 共和党             | イングルウッド         | メキシコ大使               | 25   |        |
| 26   | ウィリアム・ウォーレン・バーバー             | 72   |                                       | 1931年12月1日                      | 1937年1月3日       | 共和党                 | ローカスト                 | 25   | 実業家 |
| 26   | ウィリアム・ウォーレン・バーバー             | 73   |                                       | 1931年12月1日                      | 1937年1月3日       | 共和党                 | ローカスト                 | 25   | 実業家 |
| 26   | ウィリアム・ウォーレン・バーバー             | 74   |                                       | 1931年12月1日                      | 1937年1月3日       | 共和党                 | ローカスト                 | 25   | 実業家 |
| 空席 | 空席                                         | 空席 | 1937年1月3日                          | 1937年4月15日                      |                    |                        |                            | 75   | 26     |
| 27   | ウィリアム・H・スマザース                    |      | 1937年4月15日 （選出）                | 1943年1月3日                       | 民主党             | アトランティックシティ | ニュージャージー州上院議員 |      | 26     |
| 27   | ウィリアム・H・スマザース                    | 76   | 1937年4月15日 （選出）                | 1943年1月3日                       | 民主党             | アトランティックシティ | ニュージャージー州上院議員 |      | 26     |
| 27   | ウィリアム・H・スマザース                    | 77   | 1937年4月15日 （選出）                | 1943年1月3日                       | 民主党             | アトランティックシティ | ニュージャージー州上院議員 |      | 26     |
| 27   | アルバート・W・ホークス                      |      | 1943年1月3日 （選出）                 | 1949年1月3日                       | 共和党             | モンクレア             | 実業家                     | 78   | 27     |
| 27   | アルバート・W・ホークス                      | 79   | 1943年1月3日 （選出）                 | 1949年1月3日                       | 共和党             | モンクレア             | 実業家                     |      | 27     |
| 27   | アルバート・W・ホークス                      | 80   | 1943年1月3日 （選出）                 | 1949年1月3日                       | 共和党             | モンクレア             | 実業家                     |      | 27     |
| 28   | ロバート・C・ヘンドリックソン                |      | 1949年1月3日 （選出）                 | 1955年1月2日                       | 共和党             | ウッドバリー           | ニュージャージー州財務官   | 81   | 28     |
| 28   | ロバート・C・ヘンドリックソン                | 82   | 1949年1月3日 （選出）                 | 1955年1月2日                       | 共和党             | ウッドバリー           | ニュージャージー州財務官   |      | 28     |
| 28   | ロバート・C・ヘンドリックソン                | 83   | 1949年1月3日 （選出）                 | 1955年1月2日                       | 共和党             | ウッドバリー           | ニュージャージー州財務官   |      | 28     |
| 29   | クリフォード・P・ケース                      |      | 1955年1月3日 （選出）                 | 1979年1月3日                       | 共和党             | ローウェイ             | 連邦下院議員               | 84   | 29     |
| 29   | クリフォード・P・ケース                      | 85   | 1955年1月3日 （選出）                 | 1979年1月3日                       | 共和党             | ローウェイ             | 連邦下院議員               |      | 29     |
| 29   | クリフォード・P・ケース                      | 86   | 1955年1月3日 （選出）                 | 1979年1月3日                       | 共和党             | ローウェイ             | 連邦下院議員               |      | 29     |
| 29   | クリフォード・P・ケース                      | 87   | 1955年1月3日 （選出）                 | 1979年1月3日                       | 共和党             | ローウェイ             | 連邦下院議員               | 30   |        |
| 29   | クリフォード・P・ケース                      | 88   | 1955年1月3日 （選出）                 | 1979年1月3日                       | 共和党             | ローウェイ             | 連邦下院議員               | 30   |        |
| 29   | クリフォード・P・ケース                      | 89   | 1955年1月3日 （選出）                 | 1979年1月3日                       | 共和党             | ローウェイ             | 連邦下院議員               | 30   |        |
| 29   | クリフォード・P・ケース                      | 90   | 1955年1月3日 （選出）                 | 1979年1月3日                       | 共和党             | ローウェイ             | 連邦下院議員               | 31   |        |
| 29   | クリフォード・P・ケース                      | 91   | 1955年1月3日 （選出）                 | 1979年1月3日                       | 共和党             | ローウェイ             | 連邦下院議員               | 31   |        |
| 29   | クリフォード・P・ケース                      | 92   | 1955年1月3日 （選出）                 | 1979年1月3日                       | 共和党             | ローウェイ             | 連邦下院議員               | 31   |        |
| 29   | クリフォード・P・ケース                      | 93   | 1955年1月3日 （選出）                 | 1979年1月3日                       | 共和党             | ローウェイ             | 連邦下院議員               | 32   |        |
| 29   | クリフォード・P・ケース                      | 94   | 1955年1月3日 （選出）                 | 1979年1月3日                       | 共和党             | ローウェイ             | 連邦下院議員               | 32   |        |
| 29   | クリフォード・P・ケース                      | 95   | 1955年1月3日 （選出）                 | 1979年1月3日                       | 共和党             | ローウェイ             | 連邦下院議員               | 32   |        |
| 30   | ビル・ブラッドリー                           |      | 1979年1月3日 （選出）                 | 1997年1月3日                       | 民主党             | デンビル               | バスケットボール選手       | 96   | 33     |
| 30   | ビル・ブラッドリー                           | 97   | 1979年1月3日 （選出）                 | 1997年1月3日                       | 民主党             | デンビル               | バスケットボール選手       |      | 33     |
| 30   | ビル・ブラッドリー                           | 98   | 1979年1月3日 （選出）                 | 1997年1月3日                       | 民主党             | デンビル               | バスケットボール選手       |      | 33     |
| 30   | ビル・ブラッドリー                           | 99   | 1979年1月3日 （選出）                 | 1997年1月3日                       | 民主党             | デンビル               | バスケットボール選手       | 34   |        |
| 30   | ビル・ブラッドリー                           | 100  | 1979年1月3日 （選出）                 | 1997年1月3日                       | 民主党             | デンビル               | バスケットボール選手       | 34   |        |
| 30   | ビル・ブラッドリー                           | 101  | 1979年1月3日 （選出）                 | 1997年1月3日                       | 民主党             | デンビル               | バスケットボール選手       | 34   |        |
| 30   | ビル・ブラッドリー                           | 102  | 1979年1月3日 （選出）                 | 1997年1月3日                       | 民主党             | デンビル               | バスケットボール選手       | 35   |        |
| 30   | ビル・ブラッドリー                           | 103  | 1979年1月3日 （選出）                 | 1997年1月3日                       | 民主党             | デンビル               | バスケットボール選手       | 35   |        |
| 30   | ビル・ブラッドリー                           | 104  | 1979年1月3日 （選出）                 | 1997年1月3日                       | 民主党             | デンビル               | バスケットボール選手       | 35   |        |
| 31   | ロバート・トリチェリ                         |      | 1997年1月3日 （選出）                 | 2003年1月3日 （引退）              | 民主党             | イングルウッド         | 連邦下院議員               | 105  | 36     |
| 31   | ロバート・トリチェリ                         | 106  | 1997年1月3日 （選出）                 | 2003年1月3日 （引退）              | 民主党             | イングルウッド         | 連邦下院議員               |      | 36     |
| 31   | ロバート・トリチェリ                         | 107  | 1997年1月3日 （選出）                 | 2003年1月3日 （引退）              | 民主党             | イングルウッド         | 連邦下院議員               |      | 36     |
| 32   | フランク・ローテンバーグ                     |      | 2003年1月3日 （選出） 2008年 （再選） | 2013年6月3日 （死去）              | 民主党             | クリフサイドパーク     | 連邦上院議員               | 108  | 37     |
| 32   | フランク・ローテンバーグ                     | 109  | 2003年1月3日 （選出） 2008年 （再選） | 2013年6月3日 （死去）              | 民主党             | クリフサイドパーク     | 連邦上院議員               |      | 37     |
| 32   | フランク・ローテンバーグ                     | 110  | 2003年1月3日 （選出） 2008年 （再選） | 2013年6月3日 （死去）              | 民主党             | クリフサイドパーク     | 連邦上院議員               |      | 37     |
| 32   | フランク・ローテンバーグ                     | 111  | 2003年1月3日 （選出） 2008年 （再選） | 2013年6月3日 （死去）              | 民主党             | クリフサイドパーク     | 連邦上院議員               | 38   |        |
| 32   | フランク・ローテンバーグ                     | 112  | 2003年1月3日 （選出） 2008年 （再選） | 2013年6月3日 （死去）              | 民主党             | クリフサイドパーク     | 連邦上院議員               | 38   |        |
| 32   | フランク・ローテンバーグ                     | 113  | 2003年1月3日 （選出） 2008年 （再選） | 2013年6月3日 （死去）              | 民主党             | クリフサイドパーク     | 連邦上院議員               | 38   |        |

## 参照
1. ↑  Retired and then resigned when successor was elected
2. ↑  Elected to fill Barbour's vacancy
3. ↑  Appointed to fill Williams's vacancy
4. ↑  Resigned early, to give elected successor preferential seniority
5. ↑  Appointed early, 1982|having been elected to fill Williams's vacancy
6. ↑  Appointed to fill Corzine's vacancy
7. ↑  resigned and immediately re-elected for the Class I seat
8. ↑  Elected, but installed late, remaining until then a member of the state Senate.